# Humes-Jorquenay
Humes-Jorquenay är en kommun i departementet Haute-Marne i regionen Grand Est (tidigare regionen Champagne-Ardenne) i nordöstra Frankrike. Kommunen ligger i kantonen Langres som tillhör arrondissementet Langres. År 2022 hade Humes-Jorquenay 592 invånare.

## Befolkningsutveckling
Antalet invånare i kommunen Humes-Jorquenay
| Referens: INSEE |